# Amor Prohibido
Amor Prohibido (с исп. — «Запретная любовь») — четвёртый студийный альбом американской певицы Селены, выпущенный 13 марта 1994 года на лейбле EMI Lain.

## Об альбоме
Работа над новым диском Селены началась в 1993 году. В течение 3 месяцев обдумывалась концепция альбома, практически полгода готовился материал. Запись заняла всего 2 недели, в первую неделю записывалась музыка, а во вторую — вокал. Авторами песен, как и прежде, стали Эйби Кинтанилья, Пит Астудильо и Рики Вела.
Альбом поступил в продажу 22 марта 1994 года и поставил рекорд — 4 сингла с диска занимали подряд 1 место в Billboard Hot Latin Tracks. Это: «Amor Prohibido», «Bidi Bidi Bom Bom», «No Me Queda Mas», «Fotos y Recuerdos». До сих пор это единственный в музыкальной истории пример, когда подряд 4 песни одной женщины-исполнительницы на испанском языке занимали 1 место хит-парада.
Он продержался 78 недель на первом месте в списке альбомов в 200 Billboard’s Pop Charts, вытеснив с него диск Глории Эстефан «Mi Tierra». Получил 6 наград Tejano Music Awards в 1995 году и ещё одну номинации на Грэмми. Диск разошёлся тиражом 5 миллионов копий с США и 22 миллиона копий по всему миру.

## Список композиций
| №   | Название                       | Автор(ы)                             | Длительность |
| --- | ------------------------------ | ------------------------------------ | ------------ |
| 1.  | «Amor Prohibido»               | A.B. Quintanilla III, Pete Astudillo | 2:49         |
| 2.  | «No Me Queda Más»              | Ricky Vela                           | 3:17         |
| 3.  | «Cobarde»                      | José Luis Borrego                    | 2:50         |
| 4.  | «Fotos y Recuerdos»            | Chrissie Hynde, Vela                 | 2:33         |
| 5.  | «El Chico del Apartamento 512» | Quintanilla III, Vela                | 3:28         |
| 6.  | «Bidi Bidi Bom Bom»            | Selena Quintanilla, Astudillo        | 3:25         |
| 7.  | «Techno Cumbia»                | Quintanilla III, Astudillo           | 3:43         |
| 8.  | «Tus Desprecios»               | Quintanilla III, Vela                | 3:24         |
| 9.  | «Si una Vez»                   | Quintanilla III, Astudillo           | 2:42         |
| 10. | «Ya No»                        | Quintanilla III, Vela, Chris Pérez   | 3:56         |

| №   | Название                                          | Автор(ы)                                  | Длительность |
| --- | ------------------------------------------------- | ----------------------------------------- | ------------ |
| 11. | «Donde Quiera Que Estés» (duet with Barrio Boyzz) | K.C. Porter, Miguel Flores, Desmond Child | 4:29         |
| 12. | «Spoken Liner Notes»                              | Brian "Red" Moore                         | 23:56        |
| 13. | «Amor Prohibido» (Music video)                    | Quintanilla III, Astudillo                | 2:50         |
| 14. | «No Me Queda Más» (Music video)                   | Vela                                      | 3:49         |

## Чарты

### Недельные чарты
| Чарт (1994)                       | Высшая позиция |
| --------------------------------- | -------------- |
| Billboard Regional Mexican Albums | 1              |
| Billboard Top Latin Albums        | 1              |
| Top Heatseekers                   | 18             |
| Top Heatseekers (South Central)   | 1              |
| Billboard 200                     | 181            |
| Чарт (1995)                       | Высшая позиция |
| Billboard 200                     | 29             |
| Billboard Top Latin Albums        | 1              |
| Billboard Regional Mexican Albums | 1              |
| Чарт (1996)                       | Высшая позиция |
| Billboard Top Latin Albums        | 4              |
| Чарт (1997)                       | Высшая позиция |
| Billboard Regional Mexican Albums | 10             |